# ヴィニョーネ
ヴィニョーネ（伊: Vignone）は、イタリア共和国ピエモンテ州ヴェルバーノ・クジオ・オッソラ県にある、人口約1,200人の基礎自治体（コムーネ）。

## 地理

### 位置・広がり
| 隣接するコムーネは以下の通り。 - アリッツァーノ - ベーエ - カンビアスカ - カプレッツォ - イントラーニャ - プレメーノ - ヴェルバーニア |